# Zuidelijke erebia
De zuidelijke erebia (Erebia triarius) is een vlinder uit de onderfamilie Satyrinae van de familie Nymphalidae, de vossen, parelmoervlinders en weerschijnvlinders.
De zuidelijke erebia komt voor in de Alpen, de Pyreneeën en zuidelijker in berggebieden in de noordelijke helft van het Iberisch schiereiland en in het voormalige Joegoslavië en Albanië. De vlinder vliegt op hoogtes van 400 tot 2500 meter boven zeeniveau. In de Alpen vooral in open zeer droog grasland, zuidelijker ook in open plekken in rotsige bossen.

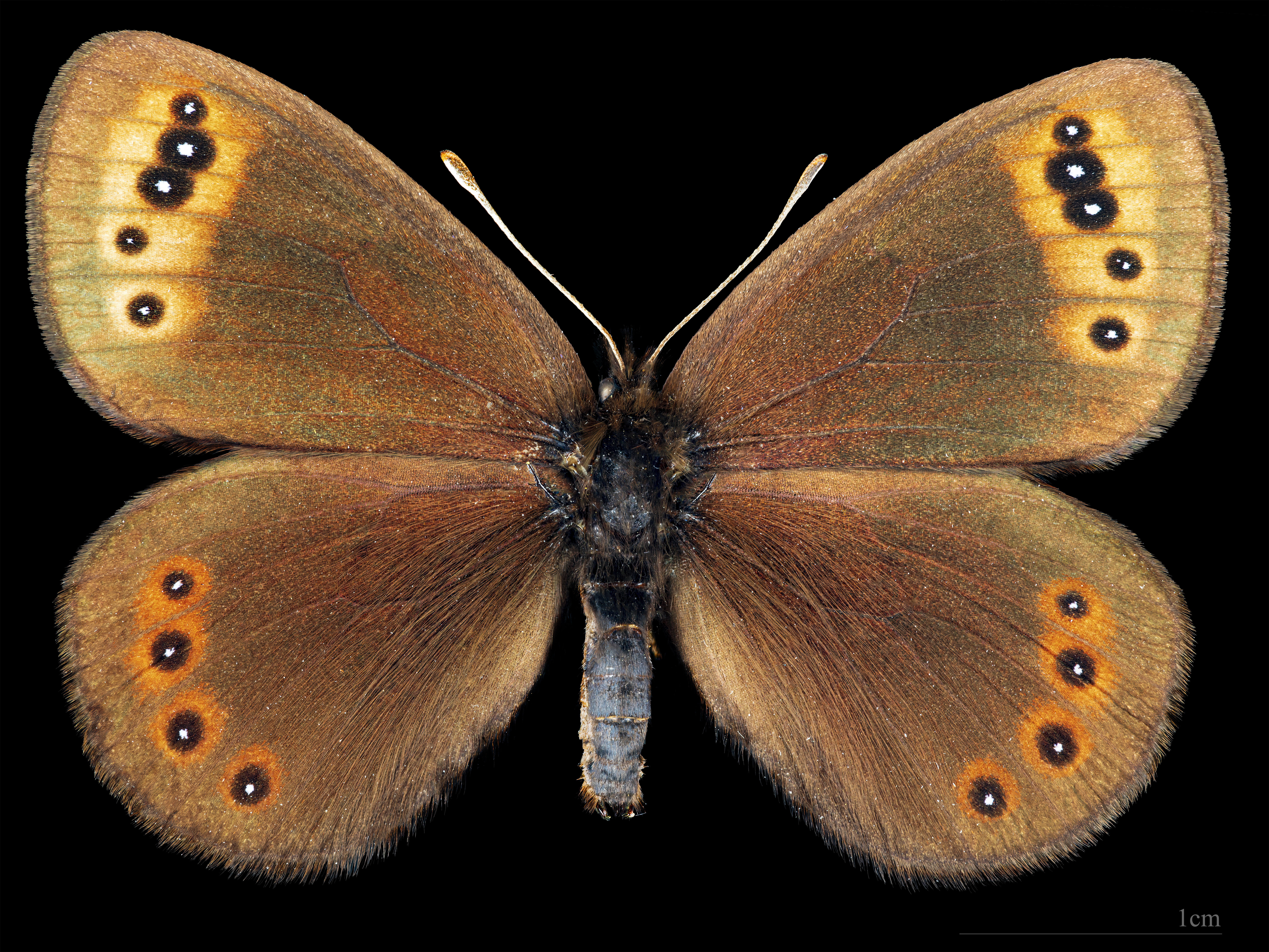
Erebia triarius ♂
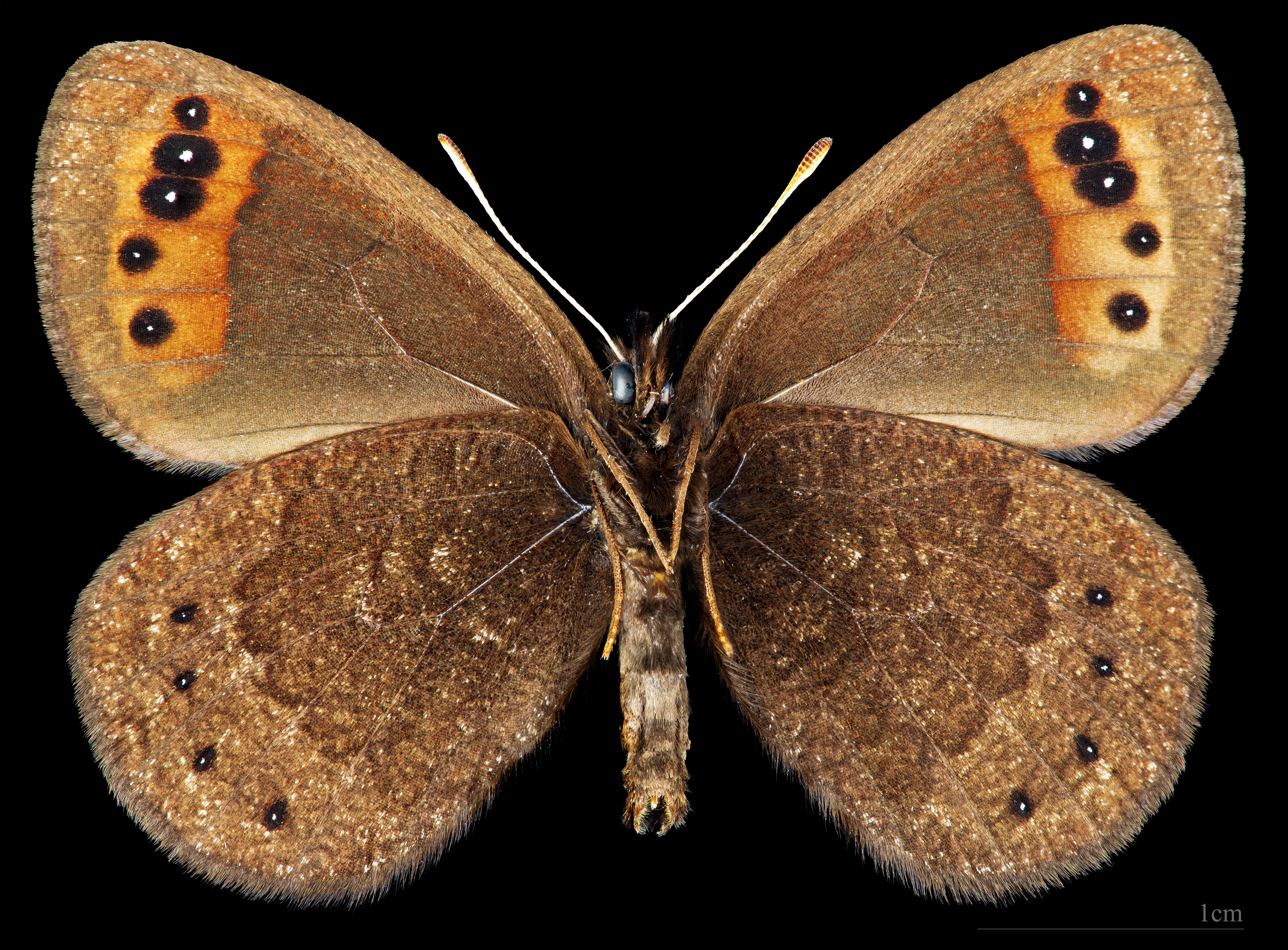
Erebia triarius ♂  △

De soort vliegt in een jaarlijkse generatie van april tot in juli.
De bekende waardplanten van de zuidelijke erebia zijn genaald schapengras (Festuca ovina), veldbeemdgras (Poa pratensis), Poa alpina en Stipa pennata. De volwassen dieren bezoeken bloemen. De soort overwintert als rups.